# Trận Salamis
Trận Salamis (tiếng Hy Lạp cổ: Ναυμαχία τῆς Σαλαμῖνος, Naumachia tēs Salaminos), là một trận hải chiến giữa các thành bang Hy Lạp và đế quốc Ba Tư vào năm 480 TCN ở một eo biển giữa Piraeus và đảo Salamis, một hòn đảo ở vịnh Saron gần Athena. Trận đánh đánh dấu đỉnh điểm của cuộc xâm lược Hy Lạp lần thứ hai của Đế quốc Ba Tư vừa mới bắt đầu vào mùa xuân năm đó.
Một nhóm lính Hy Lạp nhỏ đã chốt ở đèo Thermoplylae để ngăn chặn bước tiến của Ba Tư, trong khi hải quân Đông minh (chủ yếu là tàu Athena) giao chiến với hải quân Ba Tư ở eo biển Artemisium nằm gần đó. Ở trận Thermopylae, nhóm quân chặn hậu Hy Lạp bị tiêu diệt hoàn toàn còn hải quân Hy Lạp cũng phải hứng chịu tổn thất nặng nề trong trận Artemisium và phải rút lui sau khi nhận được tin từ Thermopylae. Thất bại này cho phép quân Ba Tư chiếm đóng các xứ Boeotia và Attica. Quân Đồng minh chuẩn bị cho việc phòng thủ eo đất Corinth trong khi hải quân phải rút ra gần đảo Salamis.
Mặc dù bị quân Ba Tư áp đảo về số lượng nhưng tướng Themistocles của Athena đã thuyết phục được quân Đồng minh Hy Lạp giao chiến với hạm đội Ba Tư một lần nữa, với hy vọng rằng một chiến thắng sẽ chấp dứt các cuộc hành quân bằng đường thủy nhằm vào Peloponessus. Vua Xerxes của Ba Tư cũng đã rất lo lắng về một trận đánh quyết định. Bị trúng kế của Themistocles, hải quân Ba Tư đã tiến vào eo biển Salamis và đã cố gắng để chặn cả hai lối vào. Trong điều kiện chật chội ở một eo biển hẹp, hạm đội khổng lồ của Ba Tư đánh mất hết tác dụng, các tàu đánh mật sự cơ động và trở nên vô tổ chức. Nắm bắt cơ hội, hạm đội Hy Lạp đã dàn thành hàng ngang và cuối cùng đã giành được một chiến thắng quyết định.
Sau trận này, Xerxes đã dẫn đại quân rút về Tiểu Á và chỉ để lại một phần để tướng Mardonius hoàn tất cuộc chinh phục của Hy Lạp. Tuy nhiên, vào năm sau, phần còn lại của quân đội Ba Tư đã bị đánh bại tại trận Plataea và hải quân Ba Tư bị tiêu diệt trong trận Mycale. Sau đó, người Ba Tư đã từ bỏ ý định chinh phục phần lục địa của Hy Lạp. Những trận đánh tại Salamis và Plataea do đó đánh dấu một bước ngoặt trong những cuộc xung đột giữa Hy Lạp và Ba Tư; từ đó trở đi, các poleis Hy Lạp không còn giữ thế thủ nữa. Một số sử gia cho rằng một chiến thắng Ba Tư sẽ làm đảo lộn sự phát triển của thế giới Hy Lạp cổ đại và có thể tới cả nền văn minh phương Tây. Điều này đã khiến họ tuyên bố rằng Salamis là một trong những trận đánh quan trọng nhất trong lịch sử nhân loại.

## Bối cảnh
Trong các năm 499-494 TCN, các thành bang Hy Lạp cổ đại như Athena và Eretria ủng hộ cuộc khởi nghĩa không thành công chống lại Darius I của Ba Tư của người Ionia. Đế quốc Ba Tư lúc đó mới được thành lập, có quân lực rất mạnh, nên chuyện dập tắt cuộc khởi nghĩa này không lấy gì làm khó. Hơn nữa Darius I của Ba Tư lại tiến lên ngai vàng bằng bạo lực, nên ông ta càng thiên về dùng sức mạnh để dập tắt những kẻ chống đối lại triều đại của mình. Cuộc khởi nghĩa của người Ionia đã đe dọa tính toàn vẹn để chế rộng lớn của ông ta và Darius thề sẽ trừng phạt những kẻ tham gia (Đặc biệt là những kẻ ở bên ngoài can thiệp vào nội bộ Đế chế). Ông cũng thấy luôn đó là một cơ hội để mở rộng đế chế của ông ta tới cái thế giới cứng đầu của các thành bang Hy Lạp cổ. Trước đó, vào năm 492 TCN, tướng Mardonius từng đem quân viễn chinh, đã mở một con đường tiến tới Hy Lạp, tuy nhiên cuộc chinh phạt này chỉ dừng ở việc tái chiếm đóng xứ Thrace và ép xứ Macedonia phải chở thành chư hầu của Ba Tư.
Vào năm 491 TCN, Darius gửi sứ giả đến tất cả các thành bang Hy Lạp, đòi hỏi mọi nơi phải lấy "đất và nước" làm lễ vật cống nạp cho ông ta. Chứng kiến sức mạnh của ông ta năm trước, phần lớn các thành bang Hy Lạp phải làm theo. Tuy nhiên, tại Athena, các sứ giả của Ba Tư đã bị xử tử, còn tại Sparta họ đã bị đá xuống giếng. Điều đó có nghĩa là xứ Sparta đã sẵn sàng cho một cuộc chiến với Ba Tư.
Vào năm 490 TCN, Darius đã gửi một đội quân viễn chinh thăm dò vào Hy Lạp, đội quân này nằm dưới sự chỉ huy của Datis và Artaphernes đã tấn công xứ Naxos trước khi họ nhận được các cống nạp thể hiện sự phục tùng từ các đô thành Hy Lạp khác ở xứ Cyclades. Đội quân này sau đó tiến về phía Eretria bao vây và phá hủy thành bang này. Cuối cùng nó tiến về phía Athena, đổ bộ xuống vịnh Marathon, tại đó nó trạm trán với một đội quân lớn của Athena. Ở trận đánh kế tiếp, trận Marathon, Người Athena đã có một chiến thắng quyết định làm cho người Ba Tư phải rút lui về nơi xuất phát ở Tiểu Á.

Bản đồ mô tả thế giới Hy Lạp cổ đại vào thời điểm chiến tranh nổ ra

Darius bắt đầu xây dựng lại một đội quân khổng lồ mới, một đội quân mà ông ta cho là có thể khuất phục nổi Hy Lạp. Tuy nhiên vài năm 486 TCN, xứ Ai Cập nổi dậy chống lại đế chế Ba Tư, điều này làm cho ông ta phải trì hoãn cuộc viễn chinh Hy Lạp. Sau đó, Darius chết khi đang chuẩn bị tiến vào Ai Cập và quyền cai trị đế chế Ba Tư lúc đó rơi vào tay con trai ông là Xerxes I. Xerxes nhanh chóng nghiền nát cuộc nổi dậy của người Ai Cập và tiếp tục khởi động lại sự chuẩn bị cho cuộc xâm lược Hy Lạp. Kể từ đó cuộc viễn chinh Hy Lạp với đầy đủ quy mô bắt đầu, nó đòi hỏi phải trù tính lâu dài và cần phải cưỡng bức tòng quân. Xerxes quyết định rằng Hellespont (eo biển Dardanelles ngày nay) sẽ là cây cầu cho quân đội của ông ta tiến vào châu Âu và cho đào một chiếc kênh xuyên qua eo đất núi Athos (Ở gần múi đất này, một hạm đội Ba Tư đã từng bị tiêu diệt trong một trận đánh năm 492 TCN) đây là hai kỳ công hiếm thấy của một tham vọng phi thường vượt quá khả năng của quốc gia ở thời đó. Vào khoảng đầu năm 480 TCN sự chuẩn bị đã hoàn thành, đội quân mà hoàng đế Xerxes đã gây dựng từ Sardes bắt đầu hành quân tiến về phía châu Âu, vượt qua Hellespont bằng hai cây cầu phao.
Người Athena cũng đã bắt đầu ráo riết chuẩn bị chiến tranh với người Ba Tư kể từ giữa những năm 482-480 TCN. Dưới sự lãnh đạo của nhà chính trị gia Themistocles, Athena đã đóng một hạm đội tàu Trireme lớn, hạm đội này rất cần thiết cho Athena trong cuộc chiến với Ba Tư. Tuy nhiên Athena cũng không đủ lực để chiến đấu với Ba Tư cả trên bộ lẫn trên biển, điều này đòi hỏi phải có sự tham gia của một Đồng minh Hy Lạp khác. Vào năm 481 TCN, Xerxes gửi sứ giả tới Hy Lạp để đòi cống nạp "đất và nước", nhưng đã bị hai xứ Athena và Sparta lờ đi. Những phe ủng hộ hai xứ này bắt đầu kết hợp lại dưới sự lãnh đạo của Athena và Sparta. Một hội nghị của các thành bang đã được tổ chức tại Corinth vào cuối mùa thu năm 481 TCN và một Liên minh các thang bang Hy Lạp đã được thành lập. Liên minh này có quyền gửi phái viên đòi hỏi sự trợ giúp và đòi hỏi gửi binh lính của các thành viên của nó tới chiến trường. Đây là một điều rất có ý nghĩa với một thế giới Hy Lạp rời rạc, thiếu sự gắn kết, đặc biệt là thậm chí một số xứ đang còn ở tình trạng chiến tranh với nhau.
Ban đầu hội nghị thông qua việc đồng ý đóng quân ở Thung lũng Tempe, một vùng đất hẹp nằm trên biên giới xứ Thessalia, từ đó chặn bước tiến của Xerxes. Tuy nhiên họ đã nhận được lời cảnh báo của Alexandros I của Macedonia, rằng thung lũng này sẽ bị vượt qua khi quân địch đi qua làng Sarantaporo và đội quân đông đảo của Xerxes sẽ đánh úp quân Hy Lạp khi họ đang rút lui. Ngay sau đó họ nhận được tin Xerxes đã vượt qua Hellespont, phương án khác đã được liên minh thông qua. Con đường tiến tới phía nam Hy Lạp (Boeotia, Attica và Peloponnesus) đòi hỏi quân đội của Xerxes phải vượt qua đèo Thermopylae. Dễ dàng có thể chặn đứng nó lại bằng giáo binh Hoplite nặng Hy Lạp bất chấp số lượng đông vô vàn của quân Ba Tư. Hơn nữa để chăn không cho quân Ba Tư vượt qua đèo Thermopylae từ phía biển, thủy quân của Đồng minh và Athena đã khóa chặt mũi đất Artemisium. Chiến lược phòng thủ kép này đã được hội nghị thông qua. Tuy nhiên các đô thành thuộc vùng Peloponnesuss muốn có một kế hoạch rút lui để bảo vệ vùng Isthmus thuộc Corinth, đồng thời đàn bà và trẻ con của Athena sẽ được sơ tán về Troezen thuộc vùng Peloponnesus.
Một nhóm nhỏ quân Hy Lạp sẽ giữ đèo Thermopylae trong ba ngày trước khi bị đánh tạt sườn từ các đường mòn từ vách núi. Phần lớn quân Hy Lạp rút lui trước khi quân Sparta và Thesper phòng thủ núi bị tử thương hết. Trận đánh cùng lúc ở Artemisium đang lâm vào thế bí thì họ nhận tin trận đèo Thermopylae và rút quân. Kể từ đó việc đóng giữ Artemisium là một vấn đề để tranh cãi gay gắt.

## Màn mở đầu
Lúc bấy giờ, hạm đội quân Liên minh Hy Lạp khởi hành từ Artemisium đến Salamis để trợ giúp cho cuộc di tản cuối cùng của người Athena. Trên đường đi, Themistocles gửi bức thư bằng chữ khắc đến các đội thuyền Ionia người Hy Lạp trong hạm đội Ba Tư trên tất cả các điểm buộc dây thuyền dưới nước mà họ có thể dừng lại, yêu cầu họ đào ngũ về phe Đồng Minh. Sau khi vượt qua đèo Thermopylae, quân đội Ba Tư đốt phá các thành phố đã không đầu hàng như Boeotia, Plataea và Thespiae; trước khi tiến binh về Athena, thành phố vồn bị bỏ hoang sau khi quân dân trong thành đã được di tản hết. Quân Liên minh (chủ yếu là người Peloponnesus) chuẩn bị sẵn sàng để bảo vệ eo đất Corinth, họ đã phá huỷ con đường duy nhất dẫn tới đó và xây dựng một bức tường chắn ngang.
Chiến lược này còn nhiều thiếu sót và chỉ hữu hiệu khi hạm đội Liên minh có thể ngăn chặn người Ba Tư vận chuyển quân bằng đường thủy qua Vịnh Saronikos. Trong một cuộc họp của hội đồng chiến tranh sau khi di tản của Athens đã hoàn tất, chỉ huy hải quân Adeimantus của Corinth lập luận rằng hạm đội nên tập hợp ngoài khơi bờ biển eo Isthmus để có thể phong tỏa không cho người Ba Tư chuyển quân. Tuy nhiên, Themistocles lại không đồng ý như vậy, ông ta lập luận rằng mục tiêu chiến lược là công kích, phá hủy một cách hoàn toàn ưu thế của hải quân Ba Tư. Ông đã rút ra bài học từ Artemisium và chỉ ra rằng trận chiến "trận đánh trong khoảng chật hẹp như vậy sẽ tạo lợi thế cho chúng ta". Ý kiến của ông cuối cùng đã được thông qua và hải quân Đồng minh ở lại ngoài khơi bờ biển Salamis.
Rất khó khăn để lập lại một cách chắc chắn cho chuỗi thời gian xảy ra trận Salamis. Herodotus cho rằng trận chiến có thể xảy ra sau khi quân Ba Tư chiếm giữ Athena nhưng không một công bố nào đảm bảo điều đó là hoàn toàn chính xác. Nếu trận đèo Thermopylae/Artemisium xảy ra trong tháng 9 thì sau đó trận đánh hoàn toàn có thể xảy ra, nhưng cũng có nhiều khả năng người Ba Tư đã mất hai hoặc ba tuần để chiếm Athena, sửa chữa hạm đội và lấy thêm đồ tiếp tế. Tuy nhiên, điều chắc chắn là sau khi chiếm được Athena, Xerxes đã tổ chức một hội đồng chiến tranh của Ba Tư; Herodotus nói rằng sự kiện này đã xảy ra tại Phalerum. Artemisia, nữ hoàng của Halicarnassus và là chỉ huy của hải đội của mình trong hạm đội của Xerxes, đã cố gắng thuyết phục ông ta rằng, hãy đợi cho đến khi quân Đồng Minh kiệt sức và đầu hàng, bà ta tin rằng cuộc chiến ở Eo biển Salamis là một rủi ro không cần thiết. Tuy nhiên, Mardonius, người đứng đầu những cố vấn của Xerxes lại hối thúc ông ta tấn công.
Cũng rất khó để giải thích một cách chính xác những gì đã xảy ra về trận đánh, giả định rằng không chỉ đơn giản là một bên bị tấn công mà không có kế hoạch phòng bị gì cả. Tuy nhiên, tại thời điểm trước trận đánh, có một số thông tin mới về rạn nứt trong nội bộ Đồng minh đã đến tai Xerxes; những người Hy Lạp đến từ Peloponnesus muốn di tản khỏi Salamis trong khi họ vẫn còn cơ hội. Chính điều này bị cáo buộc rạn nứt giữa Đồng Minh, nhưng có thể đây cũng chỉ là mưu kế để khiêu khích người Ba Tư tấn công. Ngoài ra, sự thay đổi trong thái độ của Đồng Minh (đã kiên nhẫn chờ ngoài khơi bờ biển Salamis ít nhất một tuần trong khi Athena đã bị chiếm) có thể đã gây cho người Ba Tư sự ức chế. Có thể một đội quân Ba Tư đã được gửi đến tấn công Isthmus để thử phản ứng của hạm đội Đồng minh
Dù thế nào thì khi Xerxes nhận được tin tức này, ông cũng đã ra lệnh hạm đội của mình tiến về phía ngoài khơi bờ biển Salamis, chặn lối rút phía Nam của phe Đồng minh. Sau đó lúc chạng vạng ông ta ra lệnh cho quân của mình rút lui, có thể để đây là một mưu kế để nhử cho Đồng Minh vào một cuộc di tản khinh suất. Buổi tối hôm đó Themistocles đã gửi một viên chức Sicinnus đến chỗ Xerxes với một thông điệp tuyên bố rằng Themistocles sẽ "đứng về phía nhà vua khi ngài đang thắng thế, chứ không phải là đứng về phía người Hy Lạp". Themistocles nói rằng, trong nội bộ phe Đồng Minh đang có xung đột, và những người Peloponnesus đã có kế hoạch di tản trong đêm đó và rằng để giành chiến thắng thì tất cả người Ba Tư cần phải làm là chặn được eo biển này. Trong hoạt động tung hoả mù này, Themistocles dường như đã cố gắng cung cấp những thông tin có thật cho đối phương, để nhử hạm đội Ba Tư tiến vào eo biển. Đây là chính xác những gì Xerxes muốn có, đó là Athena sẵn sàng đầu hàng ông ta và rằng ông ta sẽ để dàng phá hủy phần còn lại của hạm đội Đồng Minh. Xerxes một cách chắc chắn là đã mắc câu, và hạm đội Ba Tư đã được gửi ra trong buổi tối hôm đó để khoá chặt đường rút về phía Nam của người Hy Lạp. Xerxes ra lệnh cho binh lính đặt một chiếc ngai vàng trên sườn núi Aigaleos (nhìn ra eo biển) để xem trận từ một điểm rõ ràng, thuận lợi và để ghi tên các chỉ huy, đặc biệt là những người chiến đấu tốt.
Theo Herodotus, phe Đồng Minh đã dành cả buổi tối để tranh cái về những hành động kế tiếp của họ. Các Đồng minh đến từ Peloponnesus đã ủng hộ việc di tản, đã có thông tin là vào thời điểm này Themistocles cố mưu mẹo Xerxes. Chỉ khi Aristides, vị tướng đang phải lĩnh án đi đày của Athena, đến trong đêm đó, tiếp theo là một số người bỏ trốn từ phía Ba Tư đưa đến tin tức về sự triển khai của hạm đội Ba Tư để chặn đường rút thì các Đồng minh đến từ Peloponnesus mới chấp nhận là họ không thể thoát ra được nữa và do đó họ phải chiến đấu. Tuy nhiên, cũng có giả thiết hợp lý rằng những xích mích mà nhóm Peloponnesus tạo ra cũng chỉ là mưu kế do Themistocles dàn dựng lên mà thôi.
Hải quân Đồng minh đã có nhiều nỗ lực để chuẩn bị cho trận đánh trong ngày sắp tới, trong khi người Ba Tư đã dành đêm vô ích trên biển để tìm kiếm dân Hy Lạp rút chạy. Sáng hôm sau người Ba Tư đi thuyền vào eo biển để tấn công hạm đội Hy Lạp. Không phải rõ ràng là khi nào, tại sao hoặc làm thế nào để người Batư ra quyết định này, nhưng rõ ràng là trong thực tế đã có xảy ra trận đánh của người Ba Tư với phe Đồng Minh.

## Quân lực hai bên

### Hạm đội Hy Lạp

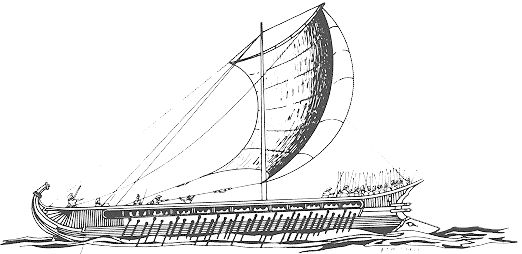
Tàu Trireme

Herodotus nói rằng hạm đội Đồng Minh có 378 tầu chiến kiểu Trireme, vốn được hợp lại từ nhiều thành bang khác nhau(xem chi tiết ở bảng phía dưới). Tuy nhiên, trong con số ông ta nêu ra theo sự đóng góp của từng thành bang lại chỉ là 366. Mặc dù vậy Herodotus không nói rõ ràng rằng tất cả 378 chiến hạm đều tham chiến tại Salamis ("Tất cả các thành bang đều có tàu Trireme...Tổng số tàu chiến đã có...là 378 chiếc") và ông cũng nói rằng người Aegineta "có những đội tàu khác, nhưng họ bảo vệ đất riêng của họ với những đội tầu này và chỉ mang đến chiến đấu tại Salamis với ba mươi đội tầu chiến giỏi nhất". Như vậy có một sự khác biệt trong số lượng tầu chiến của Đồng minh đồn trú tại Salamis, khoảng 12 chiếc tàu có thể đã được để lại để phòng thủ xứ Aegina. Cũng theo Herodotus, có hai tàu rời bỏ đội ngũ của người Ba Tư để đến với người Hy Lạp, một chiếc trước khi xảy ra trận Artemisium và một còn lại trước trận Salamis, do đó, tổng số tầu chiến của hạm đội Đồng Minh Salamis là khoảng 368 (hoặc 380).
Theo nhà viết kịch người Athena Aeschylus, một trong những người thực sự tham chiến tại Salamis, hạm đội Hy Lạp chỉ có 310 tàu Trireme (sự khác biệt từ số lượng tàu Athen) Ctesias tuyên bố rằng hạm đội Athena chỉ có 110 chiếc Trireme, con số này phù hợp với con số của Aeschylus đã đưa ra. Theo Hyperides thì hạm đội Hy Lạp có 220 tàu chiến. Hạm đội đã hoạt động một cách có hiệu quả dưới sự chỉ huy của Themistocles, nhưng trên danh nghĩa do nhà quý tộc Eurybiades người Sparta chỉ huy, như đã được thoả thuận tại Đại hội năm 481 TCN. Mặc dầu Themistocles cố gắng yêu cầu quyền lãnh đạo của mình với hạm đội, nhưng các thành bang khác đã phản đối và như là một sự thỏa hiệp, thành bang Sparta (mặc dù không có truyền thống về hải quân) đã được đề cử ra để chỉ huy hạm đội.
| Thành bang |                  | Thành bang |     | Thành bang | Số tàu |
| ---------- | ---------------- | ---------- | --- | ---------- | ------ |
| Athena     | 180              | Corinth    | 40  | Aegina     | 30     |
| Chalcis    | 20               | Megara     | 20  | Sparta     | 16     |
| Sicyon     | 15               | Epidaurus  | 10  | Eretria    | 7      |
| Ambracia   | 7                | Troezen    | 5   | Naxos      | 4      |
| Leucas     | 3                | Hermione   | 3   | Styra      | 2      |
| Cythnus    | 1 (1)            | Ceos       | 2   | Melos      | (2)    |
| Siphnus    | (1)              | Serifos    | (1) | Croton     | 1      |
| Tổng       | 371 hoặc 378 (5) |            |     |            |        |

 Plain numbers represent triremes; those indicated in parentheses are penteconters (fifty-oared galleys)

### Hạm đội Ba Tư
Theo Herodotus, hạm đội Ba Tư ban đầu có khoảng 1.207 Trireme. Tuy nhiên, do họ bị mất khoảng một phần ba tổng số tàu thuyền trong một cơn bão ở ngoài khơi Magnesia, khoảng hơn 200 chiếc trong một cơn bão khác ở ngoài bờ biển Euboeaa và ít nhất 50 tàu bị quân Đồng Minh tiêu diệt trong trận Artemisium. Herodotus nói rằng những thiệt hại đã được thay thế đầy đủ, nhưng ông cũng chỉ đề cập tới 120 tàu đến từ Thrace của Hylạp và các đảo lân cận. Aeschylus, người đã chiến đấu tại Salamis, cũng tuyên bố rằng ông và đồng đội phải đối mặt với khoảng 1.207 tàu chiến, trong đó có 207 "tàu chạy nhanh". Diodorus và Lysias tuyên bố một cách độc lập rằng có 1.200 tàu thuyền trong hạm đội Ba Tư được lắp ráp tại Doriskos vào mùa xuân năm 480 TCN. Số lượng 1.207 cũng được đưa ra bởi Ephorus trong khi Isocrates, nhà triết học vĩ đại và là thầy giá của Ephorus thì tuyên bố là có 1.300 chiếc ở Doriskos và 1.200 chiếc ở Salamis. Ctesias lại đưa ra một con số khác, khoảng 1.000 chiếc, trong khi Plato lại nói là có cơ sở để đưa ra con số khoảng 1.000 tàu chiến và nhiều nhiều hơn nữa.
Con số 1.207 tầu chiến của người Ba Tư xuất hiện rất sớm trong ghi chép lịch sử vào khoảng năm 472 TCN và người Hy Lạp dường như đã thực sự tin rằng họ phải đối mặt với rất nhiều tàu chiến của Ba Tư. Do sự thống nhất trong các nguồn cổ, một số nhà sử học hiện đại đang nghiêng về giả thuyết con số 1.207 tàu chiến được chấp nhận như là kích thước của hạm đội Ba Tư lúc ban đầu; những người khác lại phản đối con số này, theo họ thì con số 1.207 tầu chiến được coi là nhiều hơn cả hạm đội của Hy Lạp trong trường ca Iliad và nói chung thì mọi người cho rằng người Ba Tư chỉ có thể đã tung ra không nhiều hơn khoảng 600 tàu chiến vào biển Aegea. Tuy nhiên, một vài người lại cho rằng phải có nhiều tàu chiến Ba Tư tại Salamis: con số hợp lý nhất là trong khoảng 600-800 chiếc. Đây cũng là con số hợp lý sau khi đã cộng thêm số lượng gần đúng của tàu Ba Tư đến tiếp viện sau trận Artemisium, và điều này cũng được xác định bởi nhà sử học Herodotus.

## Cân nhắc chiến lược và chiến thuật
Chiến lược tổng thể của người Ba Tư trong cuộc xâm lược năm 480 TCN là áp đảo người Hy Lạp bằng một đội quân xâm lược lớn, và hoàn tất cuộc chinh phục Hy Lạp trong một chiến dịch duy nhất. Ngược lại, những người Hy Lạp lại tìm cách sử dụng tốt nhất quân số của họ bằng cách bảo vệ các địa điểm có giới hạn để giữ cho người Ba Tư ở ngoài các cánh đồng càng lâu càng tốt. Xerxes rõ ràng không đoán trước được sự kháng cự quyết liệt này, hoặc ông đã có thể đến sớm hơn trong phần đầu chiến dịch (nếu không phải chờ đến 4 ngày tại Thermopylae, làm cho người Hy Lạp hoàn tất được cuộc sơ tán). Thời gian bây giờ là cực kỳ quan trọng đối với người Ba Tư – đội quân xâm lược vĩ đại này không thể được cung cấp về hậu cần hợp lý một cách vô thời hạn và cũng có lẽ Xerxes chẳng muốn phải ở bên ngoài của đế chế của mình trong một thời gian quá dài. Trận Thermopylae đã chỉ ra rằng một cuộc tấn công chống lại một cuộc tấn công chính diện vào một vị trí được bảo vệ tốt của Hy Lạp là vô ích, và có rất ít cơ hội chinh phục phần còn lại của Hy Lạp trên bộ. Tuy nhiên trận Thermopylae cũng chỉ ra rằng, nếu người Hy Lạp bị tấn công từ bên sườn, thì quân đội nhỏ bé của họ có thể bị tiêu diệt. Như vậy cuộc tấn công thọc sườn từ eo đất Isthmus đồi hỏi phải sử dụng của hải quân Ba Tư, và phải tiêu diệt được hải quân của Đồng minh. Nói tóm lại, nếu Xerxes có thể tiêu diệt hải quân Đồng minh, ông sẽ ở một vị trí vững mạnh để buộc Hy Lạp đầu hàng, đây dường như hy vọng duy nhất để kết thúc chiến dịch ngay lập tức. Ngược lại bằng cách tránh cuộc tấn công hủy diệt của người Ba Tư, hoặc như Themistocles hy vọng, bằng cách làm tê liệt hạm đội Ba Tư, Hy Lạp có thể ngăn chặn cuộc chinh phục của họ.
Tuy nhiên, cũng có ý kiến cho là giao tranh tại Salamis thực sự không cần thiết đối với người Ba Tư. Theo Herodotus, Nữ hoàng Artemisia của Caria đã hiến kế cho Xerxes trong cuộc hành quân tới Salamis. Artemisia gợi ý rằng đánh nhau trên biển là một rủi ro không cần thiết và đề xuất:
Bệ hạ không nên vội vã để tiếp chiến trên biển, hãy giữ tàu của bệ hạ ở đây và ở gần phía đất liền, hoặc thậm chí phía trước tiến vào vùng Peloponnesus, sau đó, thưa chúa tể của tôi, ngài sẽ dễ dàng thực hiện những gì ngài muốn có khi đến đây. Người Hy Lạp không thể chống chọi lại với ngài trong một thời gian dài, nhưng ngài sẽ đánh tan họ, và họ sẽ bỏ chạy tan tác, người nào về thành phố của người nấy.
Hạm đội tàu Ba Tư vẫn đủ mạnh để đánh ngược từ dưới lên vào hải quân Đồng minh ở Eo biển Salamis, và đồng thời gửi tầu chiến đến hỗ trợ bộ binh đang đóng ở Peloponnesus. Tuy nhiên, trong các toan tính cuối cùng, cả hai bên đều chuẩn bị cho một trận hải chiến, với hy vọng nó sẽ thay đổi một cách quyết định cuộc chiến.
Người Ba Tư có lợi những thế chiến thuật đáng kể, như là số lượng vượt trội so với Đồng Minh, và có cả các "tàu buồm tốt hơn". Các "tàu buồm tốt hơn" mà Herodotus đã đề cập rất có thể do sự cực kỳ thạo nghề biển của các đội thủy thủ. Hầu hết các tàu của Athena đều được (và đó cũng là phần lớn của hạm đội Đồng minh) đóng mới theo yêu cầu của Themistocles là xây dựng một hạm đội gồm 200 tàu trong năm 483 TCN, nên các đội thủy thủ thiếu kinh nghiệm. Điều quan trọng đáng phải lưu ý rằng la mặc dù một phần thủy thủ của Athena có ít kinh nghiệm, nhưng các Trireme mới được đóng đã chứng tỏ được vai trò quan trọng của mình trong các cuộc xung đột sắp tới với quân Ba Tư. Các chiến thuật phổ biến nhất của hải chiến tại vùng Địa Trung Hải vào thời điểm đó là đòn đâm, húc (các tàu Trireme được trang bị với một mũi nhọn ở phần đầu tàu), hoặc cho lên boong thật nhiều lính thủy đánh bộ (đây là điều quan trọng để chuyển một trận hải chiến thành một trận đánh trên đất liền). Những người Ba Tư và người Hy Lạp tại châu Á thời gian này đã bắt đầu sử dụng một kế sách được biết đến như diekplous. Bây giờ thì không ai biết được kỹ thuật đó là gì, nhưng có thể đó là cách chèo thuyền vào khoảng cách giữa các tàu địch và sau đó đâm, húc chúng các bên mạn tầu. Cách cơ động này yêu cầu có các tay chèo có kinh nghiệm và do đó người Ba Tư sẽ có nhiều khả năng sử dụng nó,và tất nhiên quân Đồng Minh cũng phát triển các chiến thuật đặc biệt để để đánh trả.
Hiện đang còn nhiều tranh luận về chất lượng của hạm đội đồng minh so với hạm đội Ba Tư. Nhiều gợi ý từ Herodotus rằng các tàu Đồng Minh nặng hơn và ngụ ý là chúng ít cơ động so với tầu của quân Ba Tư. Nguồn nói rằng tàu của Đồng minh nặng hơn không có cơ sở chắc chắn; có thể là tàu của Đồng Minh đã được đóng đồ sộ hơn, hoặc các tàu này được đóng từ các súc gỗ mà chúng đã không được sấy khô trong mùa đông (mặc dù không có bằng chứng thực cho các gợi ý này). Một gợi ý khác là trọng lượng nặng hơn này của tầu Đồng minh là do chúng chuyên chở lính Hoplite (20 lính vũ trang đầy đủ sẽ có cân nặng khoảng 2 tấn). Trọng lượng nặng nề này bất kể do nguyên nhân gì gây ra sẽ làm giảm khả năng của tầu chiến Đồng minh khi sử dụng các đòn diekplous. Cũng có thể là do Đồng Minh đã tăng thêm lính Hoplite trên boong tàu nên tàu của họ ít cơ động, kể từ khi lên boong thì họ lại dùng những chiến thuật quen thuộc của mình để tiêu diệt quân Ba Tư. Hơn thế nữa, Herodotus chỉ ra rằng người Hy Lạp bắt giữ và tái sử dụng tàu của Ba Tư sau trận Artemisium hơn là đánh chìm chúng. Cũng có đề xuất rằng trọng lượng nặng hơn của tàu Đồng minh cũng có thể làm cho họ ổn định hơn trong gió ngoài khơi bờ biển Salamis, và làm cho họ ít bị thiệt hại với các cú đâm bằng mũi tầu (hay đúng hơn, ít chịu thiệt hại hơn khi bị đâm).
Về chiến thuật mà nói, một trận hải chiến trên biển lớn, nơi mà sự vượt trội về trình độ, kỹ thuật hàng hải và số lượng tầu chiến sẽ là những ưu thế của người Ba Tư. Đối với người Hy Lạp thực tế, hy vọng thực tế cho một chiến thắng quyết định là phải kéo được người Ba Tư vào một khu vực biển chật hẹp, nơi mà sự vượt trội về số lượng không quyết định được gì cả. Trận đánh tại Artemisium đã cho thấy những nỗ lực của Đồng minh cũng không thể phủ nhận được lợi thế Ba Tư về mặt số lượng, nhưng cuối cùng Đồng Minh đã nhận ra rằng họ cần một cái gì đó có thể như là kênh cạn để đánh bại người Ba Tư. Vì vậy, khi dong buồm vào eo biển Salamis để tấn công người Hy Lạp, người Ba Tư đã rơi vào bẫy của Đồng Minh. Có vẻ như có thể rằng người Ba Tư sẽ không cố gắng làm điều này, trừ phi họ đã tự tin của sự chia rẽ của hải quân Đồng minh, và vì thế những mưu mẹo của Themistocles dường như đã đóng một vai trò then chốt để làm nghiêng cán cân về phía có lợi cho người Hy Lạp. Salamis được người Ba Tư cho rằng là một trận chiến không cần thiết và một sai lầm chiến lược.

## Diễn biến

### Dàn trận
Trong hạm đội Đồng Minh, các tầu của người Athen được bố trí ở bên trái và bên phải có lẽ là của quân Sparta (mặc dù sử gia Diodorus cho rằng, vị trí đó là của người Megarea và Aeginetia), các đội tàu khác đóng ở trung tâm. Hạm đội quân Đồng Minh có lẽ hình thành thành hai bán đội, vì eo biển được cho là quá hẹp cho một hàng tàu duy nhất. Sử gia Herodotus thì cho rằng hạm đội Đồng Minh tạo thành một đường dài Bắc-Nam, có lẽ với sườn phía bắc ở ngoài khơi bờ biển ngày nay là đảo Thánh Georgis (Ayios Georgis), và sườn phía nam ở ngoài khơi bờ biển Mũi Vavari (một phần của Salamis). Diodorus cho rằng hạm đội Đồng minh thì liên kết theo hướng Đông-Tây, bao gồm các eo biển giữa Salamis và núi Aigaleos, tuy nhiên, dường như là Đồng minh đã có thể bỏ trống một trong những cánh của họ về phía lãnh thổ chiếm đóng bởi người Ba Tư.
Có vẻ khá chắc chắn rằng hạm đội Ba Tư đã được tung ra để chặn lối ra từ eo biển buổi tối hôm trước khi trận đánh xảy ra. Herodotus rõ ràng đã tin rằng hạm đội Ba Tư thực sự tiến vào eo biển vào lúc sẩm tối, người Ba Tư lập kế hoạch để đón bắt Đồng Minh khi họ chạy trốn. Tuy nhiên, các nhà sử học hiện đại lại có rất nhiều tranh luận điểm này, một số chỉ ra những khó khăn của vận động của hạm đội trong một không gian bởi hạn chế bởi bóng đêm, và những người khác lại chấp nhận giả thiết của Herodotus. Như vậy có hai khả năng rằng trong đêm trước đó người Ba Tư đơn giản chỉ chặn lối ra vào eo biển, và sau đó tiến vào eo biển trong ban ngày, hoặc là họ tiến vào eo biển và ở lại chính vị trí trong đêm cho đến khi trận đánh xảy ra. Bất kể cố gắng nào của họ, thì cũng đều có khả năng người Ba Tư xoay hạm đội của họ về phía mũi Vavari, để từ hứơng ban đầu là đông – tây (chặn để lối ra), họ quay chỉnh một vòng về hướng bắc-nam (xem sơ đồ). Hạm đội Ba Tư có vẻ như đã được chia thành ba hải đội tàu chiến (theo Aeschylus), với hải đội Phoenicia ở bên phải cạnh sườn núi Aigaleos, đội hải Ionia trên sườn trái và hải đội còn lại ở hướng trung tâm.
Diodorus thì cho rằng hải đội của người Ai Cập đã được gửi đi vòng quanh Salamis, để chặn các lối ra phía Bắc từ eo biển. Nếu Xerxes muốn bẫy Đồng Minh một cách chọn vẹn, thì vận động này là hoàn toàn có ý nghĩa (đặc biệt là trong trường hợp ông ta hy vọng Đồng Minh sẽ không chống trả). Tuy nhiên, Herodotus không đề cập đến điều này (và có thể ám chỉ sự hiện diện của Ai Cập trong cuộc chiến chính), dẫn đến một số nhà sử học hiện đại đã bỏ qua điều nay, mặc dù vậy những người khác chấp nhận nó như một khả năng có thể xảy ra. Xerxes cũng cử khoảng 400 binh sĩ lên đóng tại đảo như là Psyttaleia, ở giữa lối ra từ eo biển, để giết hoặc bắt giữ bất kỳ người Hy Lạp bỏ chạy (những người mà tàu của họ đắm hoặc mắc cạn).

### Khai màn
Bất kể ở thời gian nào khi họ tiến vào eo biển, người Ba Tư đã không di chuyển để tấn công ngay vào đội hình quân Đồng Minh, mà họ chờ đến khi có ánh sáng ban ngày. Kể từ khi họ không còn dự định lẩn tránh, quân Đồng Minh đã có một đêm nghỉ ngơi để chuẩn bị cho trận đánh, và sau một bài phát biểu của Themistocles, các lính thủy đánh bộ lên tàu đã sẵn sàng để căng buồm. Theo Herodotus lúc đó bình minh đang lên, tàu Đồng Minh "đã bơi ra biển ngay lập tức họ bị quân rợ tấn công". Nếu người Ba Tư chỉ tiến vào eo biển lúc bình minh, thì khi đó Đồng Minh đã có thời gian để sửa soạn vị trí của họ một cách có trật tự hơn.
ὦ παῖδες Ἑλλήνων ἴτε

ἐλευθεροῦτε πατρίδ᾽, ἐλευθεροῦτε δὲ

παῖδας, γυναῖκας, θεῶν τέ πατρῴων ἕδη,

θήκας τε προγόνων: νῦν ὑπὲρ πάντων ἀγών.

Hỡi những người con Hy Lạp, tiến lên,

Giải phóng đất nước, giải phóng

Con cái, vợ, chỗ ở của những vị thần,

Và những ngôi mộ của những người thân quá cố của mình: bây giờ là cuộc đấu tranh cho tất cả mọi thứ.
Herodotus kể lại rằng, theo những người Athena, thì dường như là khi trận đánh sắp bắt đầu thì những người Corinth kéo buồm của họ và bắt đầu chèo thuyền ra khỏi trận đánh, họ đi phía các eo biển phía Bắc. Tuy nhiên, ông cũng nói rằng người Hy Lạp khác không đồng ý là có chuyện này xảy ra. Nếu điều này đã xảy ra trong thực tế, người ta có thể giải thích là những tàu này được gửi đến thăm dò theo lối ra phía Bắc từ eo biển, để thăm dò xem liệu có sự xuất hiện của các đội Ai Cập bao quanh hay không? (thực sự là điều này rất có khả năng xảy ra). Một khả năng khác (không một chiều như giả thiết trước đây) là sự ra đi của những người Corinth đã kích thích những hành động tấn công của người Ba Tư vì dường nó cho họ thấy là hạm đội Đồng minh đang bị tan rã. Ở chừng mực nào, nếu thực sự người Corinth đã rẽ trái thì họ cũng sớm quay trở lại tham gia trận chiến.
Tiếp cận hạm đội Đồng minh ở eo biển chật chội, Hạm đội Ba Tư xuất hiện đã trở thành vô tổ chức và chật chội trong vùng biển hẹp. Hơn nữa rõ ràng rằng sự tan rã của hạm đội của Hy Lạp đã chấm dứt, họ đã dược sắp xếp lại để sẵn sàng để tấn công kẻ địch. Tuy nhiên thay vì tấn công ngay lập tức, các tầu của Đồng Minh lúc đầu lại quay ngược tàu của họ đi, làm như họ đang sợ hãi. Theo Plutarchus, hành động này là để có được vị trí tốt hơn, và cũng để kéo dài thời gian cho đến khi có gió sớm. Herodotus kể lại rằng theo truyền thuyết, dường như lúc hạm đội đang quay trở lại, họ đã thấy một người phụ nữ xuất hiện và nói với họ "Những thằng điên kia, có biết là bao xa để chúng mày quay trở lại tàu của mình không?". Tuy nhiên, ông thêm vào một cách hợp lý là trong khi các tầu của Đồng minh quay trở lạ, có một chiếc tàu duy nhất lao như tên bắn về phía trước để đâm vào tàu lớn gần nhất của người Ba Tư. Người Athena thì tuyên bố rằng đây là con tàu của Ameinias Pallene của Athena, người Aegineta thì tuyên bố rằng đó là một trong những tàu của họ. Rồi toàn bộ Hy Lạp lao vào đội hình đang rối loạn của quân Ba Tư.

### Trận chính

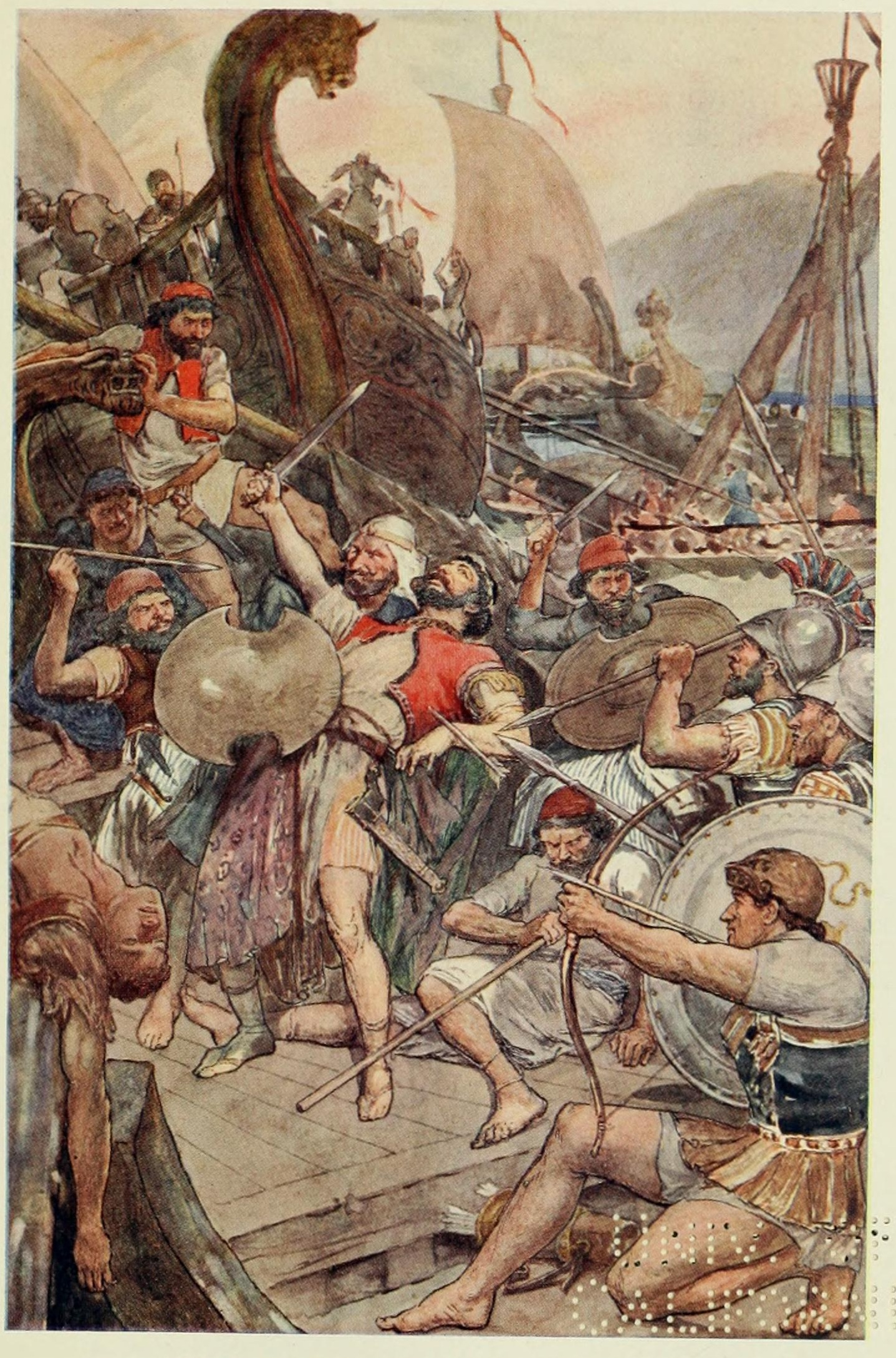
Cái chết của Đô đốc Ba Tư Ariabignes (một người em của Xerxes); tranh minh họa từ cuốn Plutarch's Lives for Boys and Girls khoảng năm 1910

Những chi tiết về phần còn lại của trận đánh này nói chung là được chắp ghép sơ sài và không có người nào đã từng tham gia trận đánh lại có một cái nhìn tổng thể về cuộc chiến cả. Tàu Trireme thường được trang bị một mũi nhọn lớn ở phía trước, có thể dùng để đâm chìm tàu địch, hoặc ít nhất là vô hiệu hóa tàu địch bằng cách cắt phá hỏng hàng chèo ở một bên. Nếu đâm không được, lính thủy sẽ nhảy lên tàu đối phương và một trận đánh tay đôi giữa các tầu chiến của đôi bên sẽ nổ ra. Cả hai bên đều có lính thủy trên tàu dành cho tình huống này; người Hy Lạp với Hoplite được trang bị đầy đủ vũ trang; phía Ba Tư có lẽ là với bộ binh được trang bị nhẹ hơn.
Trên chiến trường, dường như là đợt tầu đầu tiên của hạm đội Ba Tư đã bị đẩy lùi bởi người Hy Lạp, họ đã trở thành chướng ngại vật cho các đợt tiến thứ hai và thứ ba của chính đồng đội của họ. Phía cánh trái của Hy Lạp, Ariabignes đô đốc Ba Tư (một người anh em của Xerxes) đã bị giết ngay từ lúc đầu trận, để lại một tình trạng hỗn loạn do không có người lãnh đạo, các hải đội Phoenicia dường như đã bị đẩy lùi về phía bờ biển, nhiều tàu của họ bị mắc cạn khi bỏ chạy. Ở trung tâm, một mũi dùi của tàu Hy Lạp đã chọc xuyên qua hàng tầu chiến Ba Tư, chia tách hạm đội của họ làm hai phần.
Herodotus kể lại rằng nữ hoàng của Halicarnassus, và chỉ huy của đội ngũ Carian, thấy rằng mình bị truy đuổi bởi tàu Ameinias của Pallene. Trong lúc bỏ chạy tầu của bà ta đã đâm phải một tàu Ba Tư khác, do đó làm cho các đội trưởng của Athens nghĩ rằng đây chiếc tàu của đồng minh; Ameinias đã thôi không đuổi theo nữa. Tuy nhiên, Xerxes nhìn thấy và nghĩ rằng nữ hoàng đã tấn công tàu Đồng Minh thành công và ông ta cũng thấy khả năng kém của các đội trưởng khác của mình nên đã nhận xét "đàn ông của tôi đã trở thành đàn bà và đàn bà của tôi lại chở thành đàn ông".
Hạm đội Ba Tư đã bắt đầu rút lui về phía Phalerum, nhưng theo Herodotus, các tầu của người Aegineta phục kích họ, khi họ đang cố gắng để rời khỏi eo biển. Các tàu trở lại được bến cảng Phalerum và nơi đóng quân của quân đội Ba Tư đều bị thương. Tướng Aristides của Athena sau đó dùng một đội quân đổ bộ lên đảo Psyttaleia để giết sạch các toán đồn trú mà Xerxes bỏ lại. Thương vong của Ba Tư không được đề cập một cách chính xác theo ghi chép của Herodotus. Tuy nhiên, ông nói rằng vào năm sau, hạm đội Ba Tư chỉ còn lại 300 tàu Trireme. Số thiệt hại phụ thuộc vào số lượng tàu thuyền của Ba Tư bắt đầu cuộc chiến; dường như rất có khả năng là trong khoảng 200-300 chiếc, dựa trên ước tính cho số lượng của hạm đội Ba Tư. Theo Herodotus, người Ba Tư bị thương vong nhiều hơn vì hầu hết họ không biết bơi. Xerxes, ngồi trên núi Aigaleos trên ngai vàng của mình, đã tận mắt chứng kiến sự tàn sát. Một số thuyền trưởng tầu đắm người Phoenicia đã cố gắng đổ lỗi cho người Ionia vì tính nhát gan trước khi kết thúc trận đánh. Xerxes, trong lúc tâm trạng tồi tệ đã chứng kiến một tàu Ionia bắt giữ một tàu Aegineta, đã ra lệnh trặt đầu những người Phoenicia vì tội đã vu khống cho "những người có dòng máu quý tộc" hơn họ.

## Hậu quả

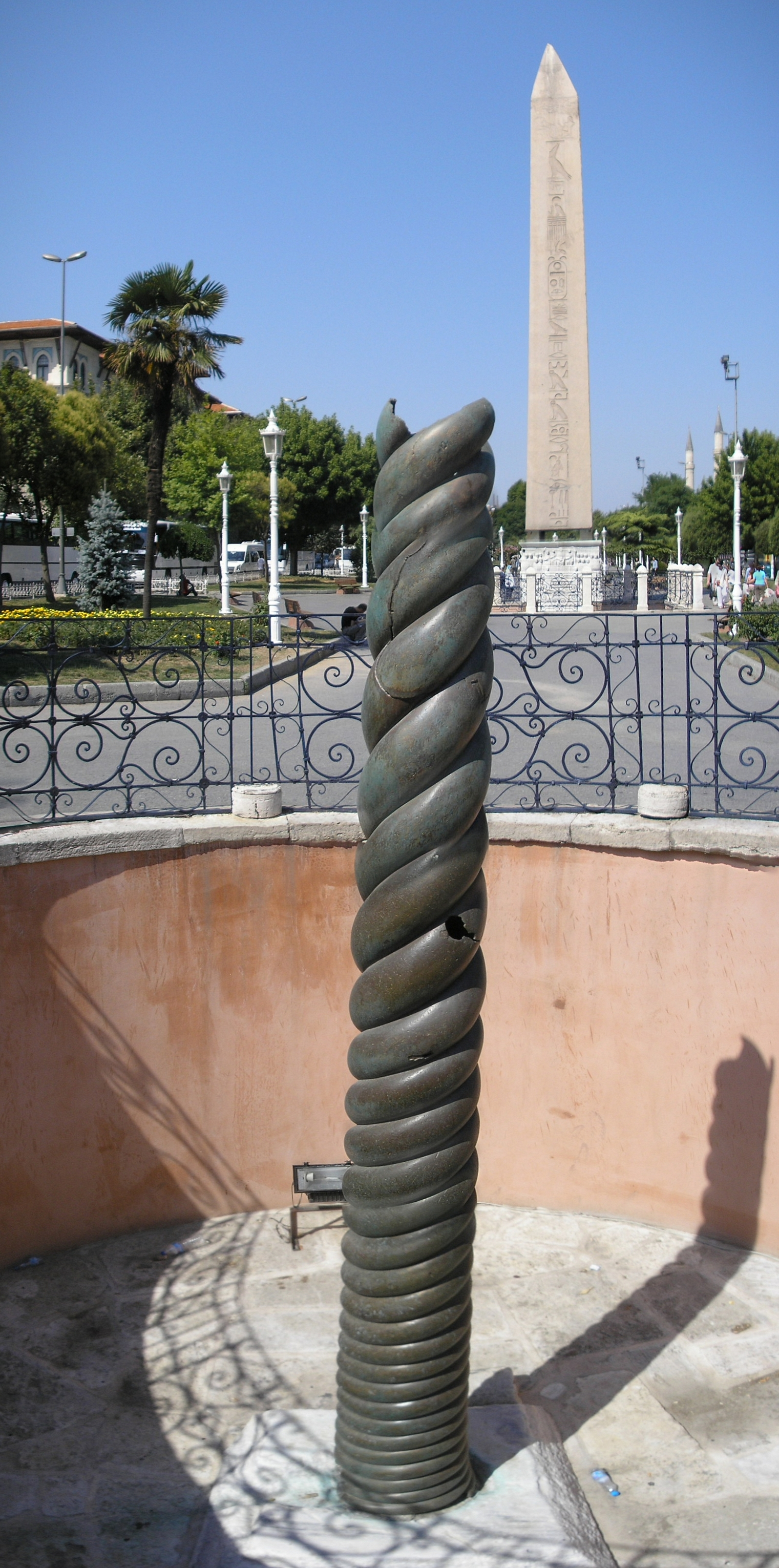
Cột rắn, biểu tượng của liên minh Hy Lạp, được dựng nên sau chiến thắng tại Plataea; hiện đang nằm tại Trường đua Constantinopolis

Bất chấp những hậu quả trước mắt từ trận Salamis, Xerxes đã cố gắng xây dựng một cầu phao hoặc đường đắp cao vượt qua eo biển, mục đích sử dụng quân đội của mình để tấn công Athen, tuy nhiên hạm đội Hy Lạp bây giờ đang tuần tra một cách tự tin xung quanh eo biển, điều này chứng tỏ có cố gắng tiếp cũng vô ích. Herodotus cho chúng ta biết Xerxes đã tổ chức một hội đồng chiến tranh. Lúc đó Đô đốc của Ba Tư, tướng Mardonius cố gắng làm rõ ý nghĩa của thất bại ở trận Salamis:
Tâu bệ hạ, không ai không thể không đau khổ vì những gì đã xảy đến với chúng ta. Nhưng thưa ngài người và ngựa của chúng ta không phải là gỗ đá, ... Nếu như bệ hạ muốn bây giờ, chúng tôi sẽ tấn công Peloponnesus ngay lập tức, nhưng tốt hơn ngài nên kiên trì chờ đợi và rồi thì chúng ta vẫn sẽ làm được điều ta muốn... Tốt nhất thì ngài nên làm theo điều hạ thần đã nói, nhưng nếu ngài vẫn kiên quyết dẫn quân đội tiến lên thì hạ thần vẫn một kế hoạch tác chiến khác. Nhưng không nên thưa bệ hạ, dẫn quân đội Ba Tư vào tiếp tục cuộc chiến với người Hy Lạp, ngài sẽ phải chịu nhiều hiểm nguy, đó không phải là do lỗi của người Ba Tư. Ngài cũng không thể nói rằng những việc chúng tôi đã làm ở đây ít dũng cảm hơn bất cứ người nào khác, như Phoenicia, Ai Cập, Cypria và Cilicia có thể làm được, không phải là người Ba Tư là nguyên nhân cho tất cả tai họa này, nhưng người Ba Tư không thể đổ lỗi cho ai cả, hãy trao quyền chỉ huy cho thần, nếu bệ hạ cảm thấy không ở lại đây nữa, hãy quay về nhà với phần lớn của quân đội của ngài. Thần sẽ tiêu diệt người Hylạp và biến chúng thành nô lệ của ngài.
Vì lo ngại rằng người Hy Lạp có thể tấn công các cầu phao tại Hellespont và nhốt chặt quân đội của mình ở tại châu Âu, Xerxes đã chọn cách quay về Ba Tư, với phần lớn quân đội của ông ta. Mardonius chỉ huy các toán quân tiếp tục đóng lại cùng với ông ta tại Hy Lạp, bao gồm các đơn vị bộ binh và kỵ binh, để hoàn tất cuộc chinh phục của Hy Lạp. Quân Ba Tư bỏ rơi Attica nhưng chỉ để trú đông tại Boeotia và Thessaly, người Athens đã quay trở lại thành phố bị đốt cháy của họ trong mùa đông.
Năm sau, 479 TCN, Mardonius lại tái chiếm Athens (quân đội Đồng Minh vẫn tập trung để bảo vệ eo đất Isthmus). Tuy nhiên, quân Đồng Minh, dưới sự lãnh đạo của thành bang Sparta, cuối cùng đã nhất trí để ép Mardonius vào một trận đánh quyết định, và họ hành quân về Attica. Mardonius rút lui về Boeotia để thu hút người Hy Lạp vào một địa hình rộng rãi và hai bên cuối cùng đã gặp nhau tại gần thành phố Plataea (vốn đã được san bằng vào năm trước đó)  Ở đó, trận Plataea, quân đội Hy Lạp đã giành một chiến thắng quyết định, tiêu diệt nhiều đội quân Ba Tư và kết thúc cuộc xâm lược vào Hy Lạp; trong khi ở trận gần đồng thời Mycale, hạm đội Đồng minh tiêu diệt những gì còn lại của hạm đội Ba Tư.

## Ý nghĩa
Trận Salamis đánh dấu bước ngoặt trong cuộc chiến tranh Hy Lạp-Ba Tư. Sau trận Salamis, xứ Peloponnesus và toàn Hy Lạp trở nên an toàn. Còn đối với người Ba Tư, thảm bại này như là một cú đấm vào sự uy tín và tinh thần (cũng như thiệt hại vật chất nặng). Tại các trận đánh tại Plataea và Mycale về sau, mối đe dọa của cuộc xâm lược này đã bị gỡ bỏ và phe Đồng minh không còn phải đặt mình vào thế thủ như trước nữa. Chiến thắng của người Hy Lạp cho phép xứ Macedonia nổi dậy chống lại chế Ba Tư và trong vòng 30 năm tới, xứ Thracia, quần đảo Aegea và cuối cùng là xứ Ionia sẽ được quân Đông Minh, hoặc là liên minh Delia kế thừa do Athena làm chủ, giải phóng. Salamis bắt đầu một cú đấm quyết định vào cán cân quyền lực và khiến nó nghiêng về phía Hy Lạp và làm giảm nghiêm trọng sức mạnh của Ba Tư ở vùng Aegea.